# Danh sách phố ma tại Colorado
Đây là danh sách chưa hoàn chỉnh các phố ma tại tiểu bang Colorado của Hoa Kỳ. Colorado từng có trên 1500 phố ma. Hiện tại chỉ còn lại khoảng 640 phố ma. Phần lớn các phố ma sinh ra vì một ít lý do: các thị trấn khai mỏ bị bỏ hoang khi các hầm mỏ đóng cửa; đa số vì bạc bị phá giá năm 1893, các thị trấn gia công bị bỏ hoang khi các thị trấn khai mỏ đóng cửa, các thị trấn nông nghiệp nằm trên các đồng bằng phía đông bị bỏ hoang vì dân số nông thôn giảm sút, các thị trấn khai thác than bị bỏ hoang khi mỏ than hay nhu cầu của nó cạn kiệt, các trạm dừng của xe ngựa bị bỏ hoang khi đường sắt đi qua, và các trạm dừng của đường sắt bị bỏ hoang khi công ty đường sắt đổi lộ trình. Một số thị trấn du lịch không thu hút đủ du khách. Có một số bị bỏ hoang để xây hồ chứa nước.
Các phố ma dưới đây được liệt kê theo trật tự bảng chữ cái và theo quận.

## Danh sách theo tên thị trấn
- Animas Forks, quận San Juan
- Arapahoe, quận Jefferson
- Ashcroft, quận Pitkin
- Bakerville, quận Clear Creek
- Bassick City, quận Custer - xem Querida
- Bonanza, quận Saguache
- Buckskin Joe, quận Park (Laurette, Lauret)
- Calumet, quận Huerfano
- Caribou, quận Boulder
- Carrizo City, quận Baca
- Carrizo Springs, quận Baca
- Chihuahua, quận Summit
- Chivington, quận Kiowa
- Climax, quận Lake
- Colfax, quận Custer
- Copper City, quận Baca
- Crystal, quận Gunnison
- Dakan, quận Douglas
- Dallas, quận Ouray
- Decatur, quận Summit
- Dearfield, quận Weld
- Dyersville, quận Summit
- Eureka, Colorado, quận San Juan
- Fairmount, quận Jefferson
- Galena, quận Custer
- Geneva City, quận Park
- Gilman, quận Eagle
- Gothic, quận Gunnison
- Hamilton, quận Park
- Howardsville (Bullion City), quận San Juan
- Keota, quận Weld
- Kokomo, quận Summit
- Liberty, quận Baca
- Ludlow, quận Las Animas
- Manhattan, quận Larimer
- McPhee, quận Montezuma - xem McPhee Reservoir
- Montezuma, quận Summit
- Nevadaville, quận Gilpin
- Oro City, quận Lake
- Querida, quận Custer
- Robinson, quận Summit
- Rosita, quận Custer
- Russell Gulch, quận Gilpin
- Stout, quận Larimer - xem Horsetooth Reservoir
- St. Elmo, quận Chaffee
- Saints John, quận Summit
- Swandyke, quận Summit
- Tarryall, (thành lập năm 1859) tây bắc quận Park
- Tarryall, (Puma City, thành lập 1896) phía đông quận Park
- Tincup, quận Gunnison
- Turret, quận Chaffee
- Ula, quận Custer
- Uravan, quận Montrose

## Danh sách theo quận

### Quận Baca
- Carrizo City
- Carrizo Springs
- Copper City
- Liberty

### Quận Boulder
- Caribou

### Quận Chaffee
- St. Elmo
- Turret

### Quận Clear Creek
- Bakerville

### Quận Custer
- Bassick City - see Querida
- Colfax
- Querida
- Rosita
- Ula
- Galena

### Quận Douglas
- Dakan

### Quận Eagle
- Gilman

### Quận Elbert
- Eastonville
- Fondis

### Quận Gilpin
- Nevadaville
- Russell Gulch

### Quận Gunnison
- Crystal
- Gothic
- Tincup

### Quận Huerfano
- Calumet

### Quận Jefferson
- Arapahoe
- Fairmount

### Quận Kiowa
- Chivington

### Quận Lake
- Climax
- Oro City

### Quận Larimer
- Manhattan
- Stout

### Quận Las Animas
- Ludlow

### Quận Mesa
- Carpenter

### Quận Montezuma
- McPhee - xem Hồ chứa nước McPhee

### Quận Montrose
- Uravan

### Quận Ouray
- Dallas

### Quận Park
- Buckskin Joe (Laurette, Lauret)
- Geneva City
- Hamilton
- Tarryall (founded 1859)
- Tarryall (Puma City, founded 1896)

### Quận Pitkin
- Ashcroft

### Quận Saguache
- Bonanza

### Quận San Juan
- Animas Forks
- Eureka, Colorado
- Howardsville (Bullion City)

### Quận Summit
- Chihuahua
- Decatur
- Dyersville
- Kokomo
- Montezuma
- Robinson
- Saints John
- Swandyke

### Quận Washington
- Last Chance

### Quận Weld
- Dearfield
- Keota